# Người Duy Ngô Nhĩ
Người Duy Ngô Nhĩ hay Người Uyghur (tiếng Uyghur: ئۇيغۇرلار (chữ Ả Rập), уйғурлар (chữ Kirin), tiếng Trung giản thể: 维吾尔; phồn thể: 維吾爾; bính âm: Wéiwú'ěr) là một sắc tộc người Turk sống chủ yếu ở khu tự trị Tân Cương, Trung Quốc. Các cộng đồng tha hương người Uyghur có mặt tại Siberia (Nga), Đức, Thổ Nhĩ Kỳ và các quốc gia Trung Á như Pakistan, Kazakhstan, Kyrgyzstan, Mông Cổ, Uzbekistan. Họ cũng sống tại huyện Đào Nguyên trong địa cấp thị Thường Đức, tỉnh Hồ Nam và các khu phố của người Uyghur cũng có mặt tại một số thành phố lớn ở Trung Quốc như Bắc Kinh và Thượng Hải.
Theo Joshua Project người Duy Ngô Nhĩ có dân số năm 2019 là 12,49 triệu người, chia ra 9 nhánh. Trong số đó, người Duy Ngô Nhĩ (thật sự) có dân số 12,35 triệu người cư trú ở 13 nước, chủ yếu là ở Trung Quốc.
Tiếng Việt còn gọi dân tộc này là Hồi Ngột, Hồi Hột và Hồi Cốt gần với âm "Uy-gơ" nguyên thủy hơn.

## Đặc trưng
Trong lịch sử, tên gọi "Uyghur" được dùng để chỉ các bộ lạc nói tiếng Turk sống tại khu vực dãy núi Altay. Cùng với người Göktürk (Kokturk), người Duy Ngô Nhĩ là một trong các nhóm gốc Turk lớn nhất và tồn tại lâu nhất tại vùng Trung Á.
Người Duy Ngô Nhĩ mang trong mình dòng máu pha trộn giữa đại chủng Á và đại chủng Âu. Tổ tiên của họ là người Hồi Hột từng là một thế lực đáng kể ở phía bắc Trung Quốc từ thời Đường tới thời Tống. Tôn giáo chính hiện nay của họ là Hồi giáo. Người Uyghur giỏi sản xuất nông nghiệp, làm đồ thủ công và buôn bán.

## Văn hóa

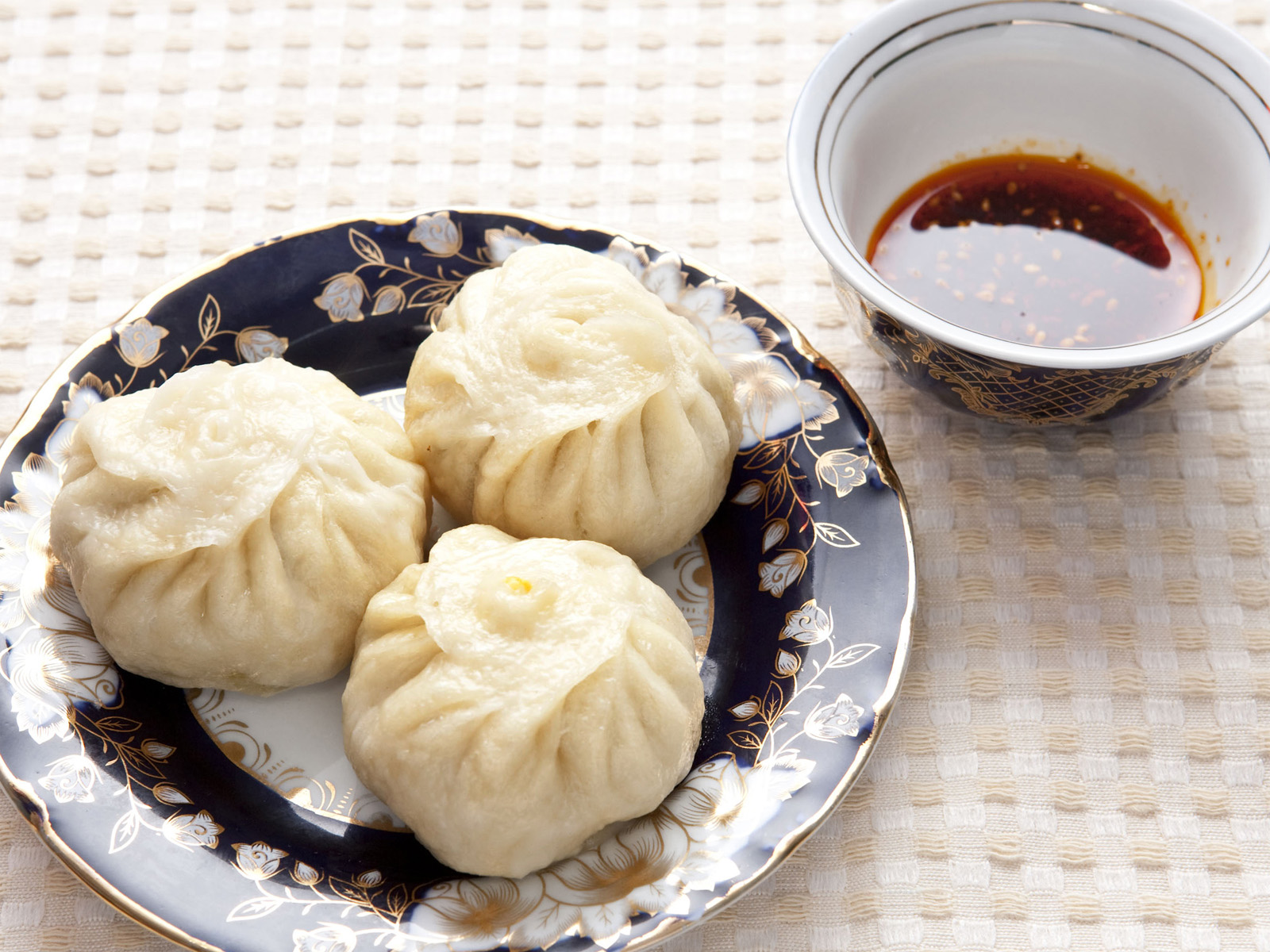
Bánh bao truyền thống của người Duy Ngô Nhĩ dùng với nước chấm

Tàn tích văn hóa Duy Ngô Nhĩ được tập trung trong những bộ sưu tập lớn tại các bảo tàng ở Berlin, London, Paris, Tokyo, Sankt - Peterburg và New Delhi. Cuối thế kỷ XIX, đầu thế kỷ XX, các chuyến thám hiểm khoa học và khảo cổ được tiến hành tại khu vực Tân Cương trên Con đường tơ lụa khám phá ra rất nhiều đền thờ trong hang động, di tích tu viện, tranh tường, cũng như tượng nhỏ quý báu, sách vở, tài liệu. Những nhà thám hiểm từ châu Âu, châu Mỹ và Nhật Bản tỏ ra kinh ngạc trước những tác phẩm nghệ thuật có giá trị tìm thấy ở đây.
Các bản thảo và tài liệu tìm thấy ở Tân Cương cho thấy một nền văn minh phát triển cao của người Duy Ngô Nhĩ. Văn hóa của người Duy Ngô Nhĩ đã tồn tại ở vùng Trung Á trong hơn 1000 năm kể từ khi họ tách khỏi nhà Đường vào thế kỷ 8, nhưng tuột dốc nhanh chóng sau khi nhà Thanh đánh chiếm vùng đất của họ. Trong suốt quá trình lịch sử vùng Trung Á, họ để lại dấu ấn sâu sắc về cả văn hóa và truyền thống trong các dân tộc sinh sống tại đây. Nhằm ngăn ngừa sự trỗi dậy của nền văn hóa này, các chính quyền nước Trung Hoa kể từ vương triều nhà Thanh luôn muốn tiêu bỏ những dấu ấn của Uyghur. Sự xung đột sắc tộc, tôn giáo, các phong trào ly khai đòi trở thành một nhà nước độc lập luôn bị các nhà nước Trung Quốc trấn áp.

## Lịch sử

### Thời nhà Hán
Đời Hán Tuyên Đế, vào năm Thần Tước năm thứ hai (năm 60 TCN), vua Hung Nô là Nhật Trục Vương dẫn đại binh đầu hàng nhà Hán, bấy giờ nhà Hán mới chính thức thiết đặt việc đô hộ Tây Vực, cử trưởng quan tối cao thống lĩnh địa hạt Tân Cương. Năm 60 TCN, triều đình phong kiến nhà Hán bắt đầu thay thế sự thống trị của chế độ chủ nô Hung Nô ở Tây Vực, chọn Ô Lũy (nay là huyện Luân Đài, Tân Cương) làm trung tâm thiết lập Tây Vực đô hộ phủ đại diện cho vương triều hành xử chủ quyền quốc gia từ hồ Balkash đến phía đông Cao nguyên Pamia. Từ đó, sự thông thương của Con đường tơ lụa được bảo đảm an toàn.
Những năm đầu đời Đông Hán, khu Tân Cương xảy ra tình hình cát cứ, bắc Tân Cương bị người Hung Nô chiếm lại. Chính quyền Đông Hán một lần nữa phải tiến đánh mới thu phục lại toàn bộ Tân Cương. Cảnh Cung là viên quan chấp chưởng quân sự của triều đình Đông Hán được phái đến đóng quân ở Bắc Thiên Sơn. Quân Hung Nô quấy nhiễu vùng Xa Sư Hậu quốc, ông cố thủ thành Kim Mãn (nay là Jimsar) và đẩy lui quân địch.

### Sau thời Hán
Triều Tây Tấn bị các sắc dân du mục phương Bắc tiêu diệt vào đầu thế kỷ thứ IV. Một số vương quốc thời Ngũ Hồ thập lục quốc đã nối tiếp nhau cai trị phần Tây Bắc: Tiền Lương, Tiền Tần, Hậu Lương và Tây Lương. Sau khi nước Bắc Lương bị diệt, Thư Cừ Vô Húy và Thư Cừ An Chu đã tiến về phía tây để mong phục quốc, chiếm giữ một phần Tân Cương trong một thời gian ngắn. Các nước này đều cố gắng duy trì chế độ bảo hộ với khu vực Tân Cương với các mức độ thành công khác nhau. Sau khi Bắc Ngụy thống nhất miền Bắc Trung Hoa, triều đại này kiểm soát khu vực đông nam Tân Cương ngày nay. Các quốc gia bản địa có thể kể đến như Sơ Lặc, Vu Điền, Quỷ Tử, Thả Mạt, Cao Xương, Yên Kỳ, Quy Từ, Thiện Thiện.
Vào thế kỷ thứ V, Thổ Dục Hồn và Nhu Nhiên bắt đầu mở rộng kiểm soát vào phía nam và bắc Tân Cương. Đến thế kỷ thứ VI thì người Đột Quyết xâm chiếm vùng Altay, đánh bại người Nhu Nhiên và thành lập Đế chế Đột Quyết

### Thờinhà Đường
Sau khi nhà Đường thống nhất Trung Nguyên, các tiểu quốc ở Tây Vực và các quốc gia Tây Á cử sứ thần về triều yêu cầu nghiêm trị Tây Đột Quyết để khôi phục con đường tơ lụa. Thoạt đầu, nhà Đường đem quân tiễu trừ lực lượng tây Đột Quyết ở nam Thiên Sơn, vào năm 658, nhà Đường đặt An Tây Đô hộ phủ tại Quy Từ, xác lập vị trí vững chắc của chính quyền trung ương tại đây.
Thời Thịnh Đường, biên giới phía tây xa đến tận Hàm Hải. Để cai quản khu tây bắc rộng lớn ấy, triều đình nhà Đường đã thiết lập ở đây hai trung tâm chính trị quân sự: một là An Tây đô hộ phủ, đặt tại nước Quy Từ (nay là huyện Khố Xa, Tân Cương), cai quản từ vùng Thiên Sơn đến địa phận phía nam sông Toái Diệp; và một là Bắc Đình đô hộ phủ, đặt tại Đình Châu (nay là huyện Jimsar, Tân Cương), cai quản từ bắc Thiên Sơn đến khu đông bộ Hàm Hải. Năm Trường An thứ 2 (702 CN), nữ hoàng Võ Tắc Thiên mới thiết đặt Bắc Đình đô hộ phủ tại Đình Châu để cai quản vùng lãnh thổ bắc Thiên Sơn.
Sau khi nhà Đường suy vong, vùng Tây Vực lại tách ra, hình thành nhiều triều đình địa phương như Đế chế Duy Ngô Nhĩ, Tây Liêu... Vào thế kỷ XVII, một nhánh của người Mông Cổ là người Chuẩn Cát Nhĩ đã chiếm cứ khu vực. Hãn quốc Chuẩn Cát Nhĩ tồn tại từ giữa thế kỷ XVII đến giữa thế kỷ XVIII, khi nó bị triều Thanh chinh phục.

### Thời nhà Thanh
Người Mãn, vốn là các bộ tộc bán du mục ở miền đông bắc Trung Quốc ngày nay, bành trướng mãnh liệt đế quốc Thanh mà họ lập ra vào năm 1644, sáp nhập Mông Cổ, Tân Cương, và Tây Tạng. Quân Mãn Châu đánh chiếm Dzungaria năm 1759 và cai trị vùng này cho tới năm 1864. Trong thời kỳ này, người Uyghur vùng dậy 42 lần chống lại ách thống trị của nhà Thanh. Trong cuộc nổi dậy năm 1864, người Uyghur thành công trong việc đánh đuổi bộ máy quan lại của nhà Thanh khỏi Đông Turkestan, và thành lập vương quốc Kashgaria độc lập, gọi là Yettishar (nghĩa là "vương quốc của bảy thành phố"). Dưới sự lãnh đạo của A Cổ Bách, quốc gia này bao gồm Kashgar (Khách Thập), Yarkand (Toa Xa), Hotan (Hòa Điền), Aksu (A Khắc Tô), Kucha (Khố Xa), Korla (Khố Nhĩ Lặc) và Turfan (Thổ Lỗ Phan)). Vương quốc này được Đế quốc Ottoman công nhận năm 1873, Đế quốc Nga năm 1872, và Vương quốc Anh năm 1874, thủ đô đặt tại Kashgar.
Nhà Thanh điều động một lực lượng quân lớn dưới quyền chỉ huy của tướng Tả Tông Đường để giành lại Đông Turkestan năm 1876. Lo ngại khả năng Nga hoàng bành trướng sang Đông Turkestan, nước Anh ủng hộ quân Thanh bằng cách cung cấp các khoản vay thông qua nhà băng Anh (phần lớn qua Boston Bank, HSBC đặt tại Hồng Kông). Sau cuộc tấn công này, Đông Turkestan bị đổi tên thành "Tân Cương", nghĩa là "cương vực mới", và tái sáp nhập vào đế quốc Mãn Châu ngày 18 tháng 11 năm 1884, trở thành một tỉnh của Trung Quốc.

### Thời Cộng hòa
Tới năm 1920, chủ nghĩa dân tộc của người Uyghur đã trở nên một thách thức đáng kể cho nhà Thanh, và sau đó là các lãnh chúa quân phiệt Trung Quốc thời kỳ Cộng hòa kiểm soát Tân Cương. Nhà thơ Abdulhaliq xứ Turpan, sau khi sống thời tuổi trẻ tại các trung tâm tri thức Semey (Semipalatinsk) và Jadid tại Uzbekistan, trở về Tân Cương với bút danh Uyghur. Ông viết bài thơ yêu nước Oyghan, mở đầu bằng dòng "Ey pekir Uyghur, oyghan!" (hỡi những người Uyghur khốn cùng, hãy tỉnh dậy!). Ông bị tướng quân người Hán là Thịnh Thế Tài xử tử tại Turpan tháng 3 năm 1933 vì tội làm dấy lên tư tưởng dân tộc của người Uyghur qua các tác phẩm của mình.
Những người đấu tranh cho nền độc lập của người Uyghur tiến hành vài cuộc nổi dậy chống lại sự cai trị hậu Thanh của lãnh chúa quân phiệt Thịnh Thế Tài và Quốc dân đảng. Hai lần liền, trong các năm 1933 và 1944, người Uyghur nổi dậy nhưng đều bị thất bại trong nỗ lực thiết lập các quốc gia độc lập: Cộng hòa Đông Turkestan, và Cộng hòa Uyghurstan, hoặc là Cộng hòa Hồi giáo Đông Turkestan.
Cộng hòa Đông Turkestan có tính thế tục, xã hội chủ nghĩa và đa sắc tộc, với những người sáng lập bao gồm người Kazakh, Uzbek, Hán, Kyrgyz, Nga, cũng như Uyghur, và được Joseph Stalin ủng hộ.
Năm 1949, sau khi phe Quốc dân đảng tại Trung Quốc thất trận, các nhà lãnh đạo Đông Turkestan chấp thuận hình thức hợp nhất với Cộng hòa Nhân dân Trung Hoa dưới sự lãnh đạo của Mao Trạch Đông. Tuy nhiên, một vụ tai nạn máy bay khiến cho phần lớn ban lãnh đạo Cộng hòa Đông Turkestan tử nạn trên đường tới Bắc Kinh đàm phán điều kiện thành lập hợp bang. Vụ rơi máy bay này có lúc bị nghi là âm mưu của Mao Trạch Đông, vì ngay sau khi vụ tai nạn xảy ra, tướng Vương Chấn nhanh chóng hành quân vượt sa mạc vào Tân Cương, đàn áp lực lượng thân Quốc dân đảng và các cuộc nổi dậy đòi ly khai của người thiểu số.
Bộ phận lãnh đạo còn lại của Cộng hòa Đông Turkestan dưới quyền tướng Saifuddin Azizi nhanh chóng quy thuận các điều kiện Mao Trạch Đông đặt ra, biến Tân Cương thành Khu tự trị dân tộc Uyghur Tân Cương, quân đội thì sáp nhập vào Quân giải phóng Nhân dân Trung Quốc, Saifuddin Azizi thì nắm chức vụ bí thư đảng cộng sản tại đây. Rất nhiều người trung thành với Cộng hòa Đông Turkestan, bất mãn với quyết định của Saifuddin, đi tị nạn tại Thổ Nhĩ Kỳ và các quốc gia phương Tây. Tuy nhiên nhiều người khác ở lại, tổ chức các hoạt động chống đối nhằm tái lập một quốc gia độc lập tại Tân Cương. Không bao lâu sau đó, tên gọi Đông Turkestan bị xóa bỏ khỏi các văn kiện hành chính của chính quyền Trung Quốc.